# Эр и Луар
Эр и Луар (фр. Eure-et-Loir) — департамент на севере центральной части Франции, один из департаментов региона Центр — Долина Луары. Порядковый номер — 28. Административный центр — Шартр. Население — 440 291 человек (55-е место среди департаментов, данные 2010 г.).

## География
Площадь территории — 5880 км². Департамент расположен в долине Луары.
Департамент включает 4 округа, 29 кантонов и 403 коммуны.

### Округа
- Шартр
- Шатодён
- Дрё
- Ножан-ле-Ротру

## История
Эр и Луар — один из первых департаментов, образованных во время Великой французской революции в марте 1790 года. Возник на территории бывших провинций Орлеане, Перш и Шартрен. Название происходит от рек Эр и Луар, являющихся соответственно притоками Сены и Луары.

## Достопримечательности
- Ментенон — дворцово-замковый комплекс.